# Polo (chanteur)
Pour les articles homonymes, voir Lamy et Pierre Lamy (homonymie).
Polo, de son vrai nom Pierre Lamy, est un chanteur français né le 19 février 1964 à Désertines, dans l’Allier.

## Biographie
En 1981, Pierre Lamy crée avec des amis de lycée plusieurs formations musicales. Il fonde en 1982 avec son ami Jean-Christophe Menu le fanzine de bande dessinée Le Lynx à tifs, et réalise quelques histoires jusqu'en 1985. Cette année-là est créé le groupe Les Satellites, qui signe ensuite sur le label de rock alternatif Bondage Records. Au sein des Satellites, Polo est un auteur prolifique dont les textes, volontiers satiriques, se distinguent par leur côté fantaisiste et surréaliste. Chanteur autodidacte fasciné par la musique soul afro-américaine, il chante d'abord en forçant sa voix et endommage sérieusement ses cordes vocales. Sur l’album Les Satellites IV, il modifie sa manière de chanter et retrouve sa voix naturelle.
En 1996, il est le premier artiste à signer sur le label Atmosphériques et enregistre son premier album Bienvenue dans l’univers. En 2000, il sort l’album À Paris, et rencontre Francis Lemarque, dont il enregistre les dernières chansons, inédites à ce jour, ainsi qu’Olivier Daviaud, qui lui composera par la suite bon nombre de chansons.
En 2003, il enregistre un album en public, en compagnie de « l’Oiseaulive » Olivier Daviaud au violoncelle, avant de publier Portes dorées en 2005.
Au fur et à mesure des albums, Polo explore, dans son écriture, les chemins des poésies à formes fixes — rondeaux, ballades, sonnets — en s’inventant des formes contraintes, jeux de formes, de rîmes et de sonorités précises, qui canalisent une inspiration de conteur, d’observateur de son temps et d’éternel amoureux, sur de belles envolées de jazz manouche
Parallèlement, depuis 2005, Polo mène une carrière d’auteur-compositeur, écrivant notamment pour Enrico Macias (Les hommes libres) et pour Johnny Hallyday (La loi du silence).
En janvier 2009, Atmosphériques publie son nouvel album Alexandres, réalisé par Olivier Daviaud et Régis Ceccarelli.
Il chante dans la chanson Les arbres malades avec les Ogres de Barback.
Il crée des ateliers d'écritures et de création de chansons inédits en milieu scolaire qui donneront lieu au film documentaire de Laurent Périssé, Quand la bulle chante. (2011)
Au printemps 2014, il enregistre la chanson Bleu Marine, co-composée avec Fred Burguière, à l'occasion de la campagne des élections municipales. Diffusée sur l'internet et téléchargeable gratuitement durant cette période, le titre est un pamphlet documenté et virulent contre le FN de Marine Le Pen.
Il fonde à la même période le groupe Minibus, destiné au jeune public, avec lequel il écrit, compose et enregistre trois albums et crée plusieurs spectacles. Le groupe Minibus a également mis en place des ateliers d'écriture en milieu scolaire, hospitalier et associatifs, Les Minimots.
En 2024, il réalise avec Nicolas Puluhen la compilation Mon p'tit loup, un livre-disque contre les violences sexuelles faites aux enfants (Irfan le label) pour lequel il compose et enregistre Sous la mer en duo avec Catherine Ringer et Le monde est à moi avec Minibus. Il réalise également le graphisme et les textes du livre-disque.
Minibus est aujourd'hui son activité principale.

## Discographie

### Avec Les Satellites
- 1987 : Du Grouve et des souris
- 1989 :Riches et célèbres
- 1990 : Pied orange
- 1993 : 4

### Polo
- 1996 : Bienvenue dans l'univers
- 1997 : La fée Clochette / La non demande en mariage (de Georges Brassens), CD single
- 2000 : À Paris
- 2003 : Live
- 2005 : Portes dorées
- 2009 : Alexandres

### Avec Minibus
- 2016 : Minibus (Formulette production)
- 2019 : Ma famille en papier (Victorie Music/Edition des Braques)
- 2021 : Bal à fond (Victorie Music)
- 2024 : Les Minimots (Victorie Music)

### Contributions
- Collectif, Au(x) suivant(s), album en hommage à Jacques Brel, 1998 : chante le titre La Fanette ;
- Néry, La vie c'est de la viande qui pense, 1999 : auteur et compositeur de la chanson Ronces ;
- Les Matchboxx, Une carrière en plomb, 1999 : chœurs et guitare ;
- Les Joyeux Urbains, Supersexy, 2002 : participe aux chœurs sur Achète un chien ;
- Les Ogres de Barback, La pittoresque histoire de Pitt Ocha, 2003 : chante Le Faire-part des bébés animaux avec le groupe ;
- Mary L, Voltige, 2003 Je t'aime[Quoi ?] ;
- Charlotte etc., Bouquet d'épines, 2003 : La fille idéale[Quoi ?] ;
- Mary L, Bossa Nova, 2005 : Il pleut sur Rio, Piano bar, Les amants, L'amour c'est gratuit, La beauté[Quoi ?] ;
- Sanseverino, Exactement, 2006 : Vous avez déjà tout[Quoi ?], également en bonus dans la réédition de Portes dorées ;
- Michaël Clément, Bref, 2006 :réalisation artistique de l'album ;
- Johnny Hallyday, Flashback tour, 2006 : La loi du silence[Quoi ?] ;
- Enrico Macias, La Vie populaire, 2006 : Les hommes libres[Quoi ?] ;
- David Courtin, Célibataire, 2007 : co-compositeur du titre C'est commercial ;
- Moziimo, EP, 2011 : Je voudrais être un fleuve[Quoi ?] ;
- Il est minuit, Paris s'éveille, 2012 : bande originale du documentaire d'Yves Jeuland sur les cabarets de Paris rive gauche, diffusé sur Arte ;
- Daran, L'Homme dont les bras sont des branches, 2012 : Sur les quais[Quoi ?] ;
- Babylon Circus, Never stop, 2013 : paroles et musique de Babylon Requiem ;
- Ivan Tirtiaux, L'envol, 2014 : paroles des chansons La marche du soleil et Ta tristesse ;
- Willigens, R-A-D-I-O : paroles, préproduction et coréalisation ;
- Magic System, Radio Africa, 2015 : adaptation française des titres Fanta Diallo-adieu soleil, Emma, Demoiselle Africa, Madan et Nous pas bouger ;
- Emji, album Folies douces, 2016 : co-écriture des titres Pas à pas, Lady Grenadine, Dame Love et Désaccordée ;
- David Courtin, Volupté des accointances, 2016 : co-écriture des paroles de Besoin d'amour et co-compositeur du titre Trop d'amour ;
- Catherine Ringer et Polo, Sous la mer, 2024, paroles, enregistrement et réalisation. Mon p'tit loup, Irfan le label.